# 秋本治
秋本治（あきもと おさむ，1952年12月11日—），日本漫画家。東京都葛飾區龜有出身。本郷高等學校設計科畢業。代表作《烏龍派出所》。

## 經歷
九歲時，父親過世，之後，由母親一手養大。小學三年級時開始描繪漫畫。
高中畢業後以動畫師為志向，試著參加舊蟲製作公司，但沒有通過蟲製作的錄用測驗。但在蟲製作的介紹下進入龍之子Production。
後來為了要方便照顧生病的母親，辭去動畫師的工作而開始漫畫家生涯。
在母親去世後，1976年以《烏龍派出所》報名參加新人賞，後來烏龍派出所刊載在週刊少年Jump42期上，除1976年一度短期休載後一直連載至2016年，共計40年，為吉尼斯世界纪录大全所記載連載最久的漫畫作品，並榮獲2001年第30回日本漫畫家協會獎和2005年第50回小學館漫畫獎審查委員特別獎。其他作品有《Mr.Clice》、《新元祿太平記》、《到和去的彈痕》等。
2016年，擔任第67回NHK紅白歌合戰評審。
2019年秋季獲頒紫綬褒章。

## 人物簡介
尊敬的漫畫家有星野之宣、望月三起也。
初期筆名是，這是戲仿另一位漫畫家山上たつひこ。
後期在烏龍派出所第100回時改以本名作為筆名。

## 工作態度
自律嚴謹，以原稿一定於截稿日前完成、從不拖稿而著稱。為了使助手們有穩定的生活收入，在1990年代成立製作公司，仿效企業方式雇用助手。他自己和助手相同、都是在上午九點時打卡上班，至晚上八點下班，午餐和晚餐時間分別休息一小時，星期日休假，不會讓助手熬夜，非常規律。他的工作態度受到荒木飛呂彥等漫畫家的敬仰並仿效。如果要出遠門取材，一定預留幾期（通常為五期）原稿讓連載不會中斷。
他在畫兩津勘吉的時候一定會從眉毛先開始畫，這是為了取得臉部的平衡和中心點，在畫完眉毛後會畫眼睛和鼻子。
在《烏龍派出所》的單行本中提到自己工作疲憊的時候，會看《軍火女王》、《四葉妹妹！》等作品，他表示能從該作品得到心靈安慰。

## 作品列表
全由集英社發行。

### 連載
不定期
- 烏龍派出所，原名（《週刊少年Jump》1976年42號－2016年42號（之後不定期），全201冊）。台灣中文版由東立出版社正式授權出版。
- Mr.Clice（日语：Mr.Clice）（《月刊少年Jump》1985年12月號－2007年7號→《Jump Square》2017年3月號[2]－2018年2月号→《Jump Square RISE》2018年SPRING号－連載中，已出版11冊／截至2022年7月）
- BLACK TIGER 黑虎（日语：BLACK TIGER）（《Grand Jump》2017年2號[3]－連載中，已出版9冊／截至2022年3月）。台灣中文版由東立出版社正式授權出版。

完結
- 京都女子學院攝影社物語（日语：ファインダー -京都女学院物語-）（《週刊Young Jump》2017年10号－2018年17號[2]，全1冊）。台灣中文版由東立出版社正式授權出版。
- 歡迎來到熊乃湯！（日语：いいゆだね!），原名《！》（《Ultra Jump》2017年4月号－2019年7月号[2]，全2冊）[注 1]。台灣中文版由東立出版社正式授權出版。

### 短篇
※作品名稱由日文直譯※
- 交通安全'76（1976年，《週刊少年Jump》）
- 最後的狙撃兵（1977年，《週刊少年Jump》）－愛讀者獎候補作品
- 到和去的彈痕（1977年，《週刊少年Jump增刊》）
- 消磨時間偵探團（1978年，《月刊少年Jump》）
- 起程（1978年，《週刊少年Jump》）
- 隔壁的小金（1978年，《週刊少年Jump》）－愛讀者獎挑戰作品
- 酷道4000公里（1978年，《月刊少年Jump》）
- 5人的軍隊（1979年，《週刊少年Jump增刊》）
- 柴又戒厳令（1979年，《週刊少年Jump》）－愛讀者獎挑戰作品
- 聖誕蠟燭（1980年，《週刊少年Jump增刊》）
- 新元祿太平記（1980年，《月刊少年Jump》）
- LIVE（1980年，《週刊少年Jump》）－愛讀者獎挑戰作品
- 驚慌最前線（1981年，《月刊少年Jump》）
- 110秒的戰士們（1981年，《週刊少年Jump》）－愛讀者獎挑戰作品
- 這裡是交機的本田 紅Z追逐中！請多指教！（1982年，《月刊少年Jump》）
- 白鷹戰士夢之丞變化 （1982年－1983年，《月刊少年Jump》）
- 殊死戰（1982年，週刊少年Jump）－愛讀者獎挑戰作品
- 魔海傳說（1983年，週刊少年Jump）－愛讀者獎挑戰作品
- 武裝化時代（1984年，《Fresh Jump（日语：フレッシュジャンプ）》）
- 這裡是人情民生課（1984年，《月刊少年Jump》）
- 模型道入門（1985年，《Hobby's Jump（日语：HOBBY's JUMP））
- 爆笑!! 搞笑藝人4格漫畫大會/某漫畫家的假期（1985年，《週刊少年Jump增刊》）
- 機器人三太平（1986年，《Super Jump》）
- 東京深川第三代（1987年－1990年，《Super Jump》）
- 老鷹飛翔（1991年，《Super Jump》）
- 花田留吉七轉八倒（1992年－1994年，《Super Jump》）
- 好棒的溫泉！（1994年，《Super Jump》）
- R·P·G（1997年，《週刊少年Jump》）
- N少女泉（1999年，《Ribon》付錄）
- 時間…（2008年，《Jump Square》）
- KAKIMARU（2009年，《赤丸Jump》）
- SUCCEED（2010年，《週刊少年Jump》）
- 希望的煙囪 -端島-（2013年，《少年Jump NEXT！》2013年冬季號）
- 撃！（2015年，《Grand Jump》新年4號）
- （2021年，《Grand Jump》11号）
- （2022年，《Grand Jump》11号[4]）

### 其它
- 「JoJo」連載25週年紀念 特別寄稿（2012年）

## 助手
- 富澤千夏
- HIROSHI ARO
- 薄根正俊

## 腳註

### 來源
1. ↑  NHK紅白歌合戦ゲスト審査員
2. 1 2 3  . 朝日新聞. 2016-12-01  [2016-12-21]. （原始内容存档于2021-01-23） （日语）.
3. ↑  出自《週刊少年Jump》2016年45號。
4. ↑  . コミックナタリー (ナターシャ). 2022-05-02  [2022-05-02]. （原始内容存档于2022-11-21）.

## 外部連結
- （日語） 秋本治（漫畫家） （页面存档备份，存于）